# جایدن لاورنس
جایدن لاورنس (به انگلیسی: Jayden Lawrence،  زادهٔ ۶ اکتبر ۱۹۹۴) یک کشتی‌گیر آزادکار اهل کشور استرالیا است. وی سابقه حضور در المپیک ۲۰۲۴ پاریس را دارد.  